# یوشوا کیمیش
یوشوا  والتر کیمیش (به آلمانی: Joshua Kimmich) (زادهٔ ۸ فوریهٔ ۱۹۹۵) بازیکن فوتبال اهل آلمان است که در پست دفاع راست و هافبک دفاعی برای باشگاه فوتبال بایرن مونیخ در بوندس لیگا بازی می‌کند و کاپیتان تیم ملی فوتبال آلمان است.
کیمیش که به‌دلیل تطبیق‌پذیری، پاس، شوت، تکل و مهارت‌های تهاجمی که شناخته شده است، به‌عنوان یکی از بهترین هافبک‌ها، مدافع‌ها و بازیکنان جهان به‌شمار می‌رود.

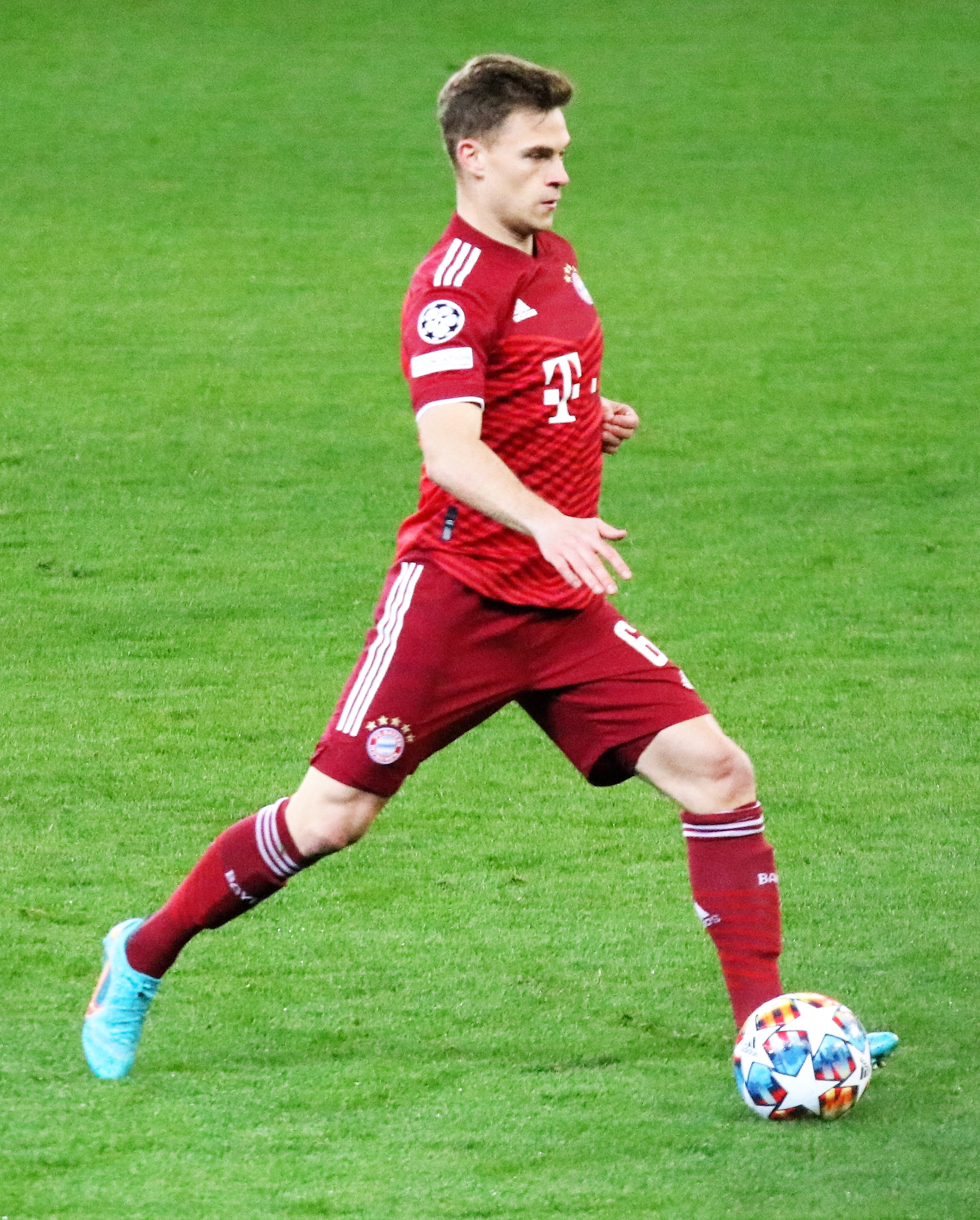
کیمیچ با لباس بایرن مونیخ در سال ۲۰۲۲

از باشگاه‌هایی که در آن بازی کرده است می‌توان به لایپزیگ، اشتوتگارت و بایرن مونیخ اشاره کرد.
وی همچنین در تیم ملی المان بازی می‌کند.
کیمیش در رقابت‌های یورو ۲۰۱۶ حضور داشت. او در سال ۲۰۱۷ توانست به همراه هم تیمی‌هایش قهرمان جام کنفدراسیون‌ها شود. این درحالی بود که یوآخیم لو از بازیکنان اصلی خود استفاده نکرده بود. او در بازی برابر کامرون در این رقابت‌ها بازوبند کاپیتانی را از یولیان دراکسلر گرفت و به بازو بست و به جوان‌ترین کاپیتان تیم ملی آلمان تبدیل شد. با رفتن فیلیپ لام اسطوره باشگاه بایرن مونیخ و بهترین مدافع کناری او جانشین او شد و به ترکیب همیشگی بایرن دست یافت.

## سبک بازی
کیمیش یک مدافع، هافبک است که می‌تواند در تمام مناطق زمین بازی کند ولی اکثراً در پست هافبک دفاعی بازیساز به کار گرفته می‌شود قدرت رهبری، تکنیک، نبوغ، تیزهوشی و تیزبینی از ویژگی بازی او هستند کیمیش بازیساز و پاسور خارق‌العاده ای است او پاس‌های بلند و دقیق و پاس گل‌های عالی ارسال می‌کنید. کیمیش متخصص سرعت حرکت تیمی است. خوزه مورینیو در مورد کیمیش گفته: من کیمیش را یک مدافع چپ، مدافع راست، مدافع میانی، پست شماره ۶، پست شماره ۸ و پست شماره ۱۰ می‌بینیم او ویژگی هر چیزی را دارد من فکر می‌کنم او خارق‌العاده است.

## زندگی ورزشی

### دوران باشگاهی
کیمیش تا قبل از این که در ژوئیه ۲۰۱۳ به باشگاه لایپزیگ بپیوندد در اشتوتگارت بازی می‌کرد.
او در ۹ سپتامبر اولین گل بوندسلیگایی خود در بایرن مونیخ را به شالکه زد. کیمیش چهار روز بعد از آن موفق شد اولین و دومین گل خود در رقابت‌های لیگ قهرمانان اروپا را با بازی در مقابل روستوف به ثمر برساند.

### بایرن مونیخ

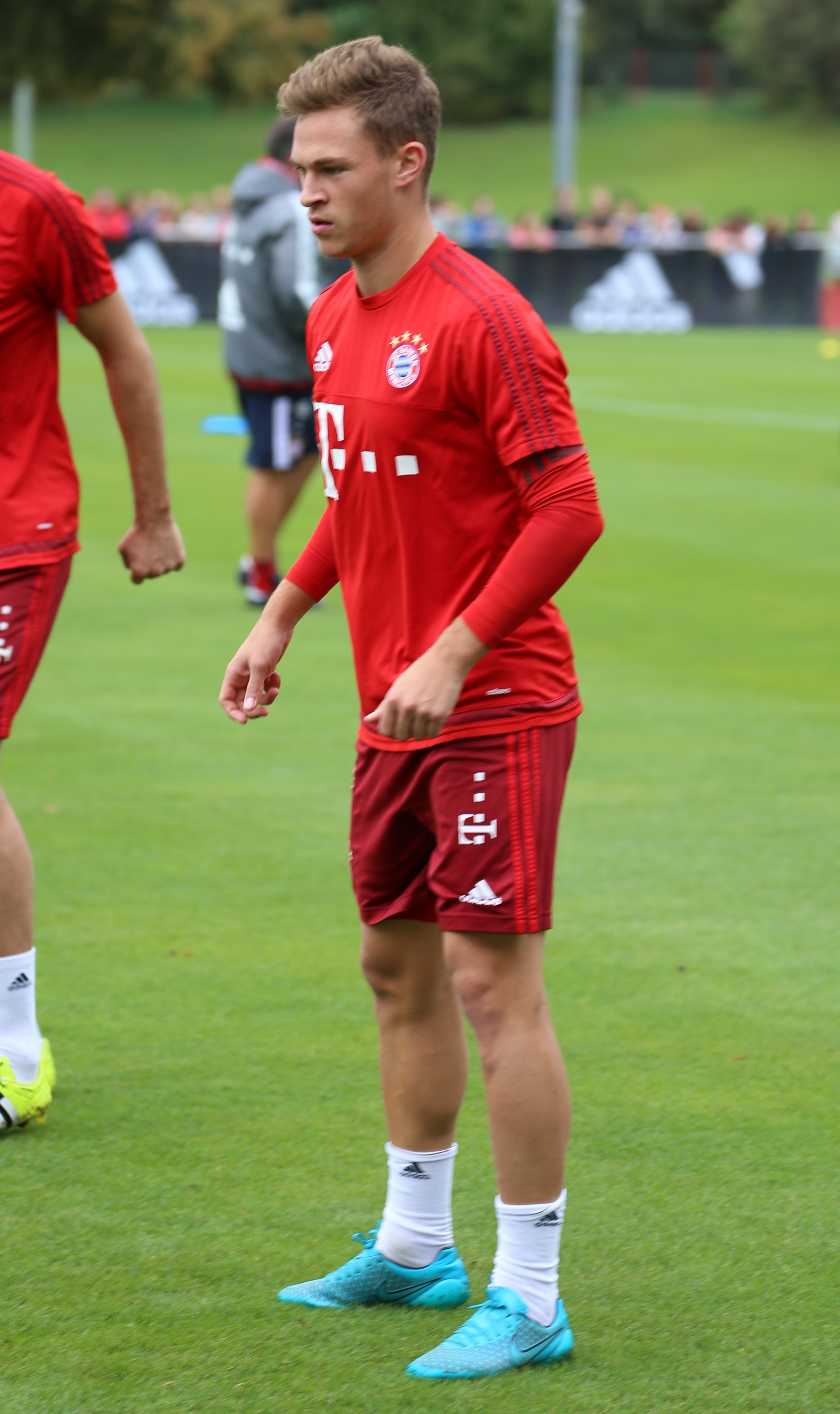
کیمیش در طول تمرین با بایرن مونیخ

#### فصل ۱۶–۲۰۱۵
در دوم ژانویه ۲۰۱۵ کیمیش طی قرار دادی پنج ساله و ۷ میلیون یورویی به بایرن مونیخ پیوست.
او اولین بازی خود در این تیم را با بازی در مقابل اف. سی ناتینگن طی رقابت‌های جام حذفی فوتبال آلمان در ۹ اوت انجام داد.
پپ گواردیولا، کیمیش را در رقابت‌های بوندسلیگا برای اولین بار در ۱۲ سپتامبر در بازی در مقابل آگسبورگ در ترکیب تیم قرار داد.
چهار روز بعد از آن کیمیش اولین بازی خود در لیگ قهرمانان اروپا را با قرارگیری در مقابل المپیاکوس تجربه کرد.
کیمیش اولین فصل حضور خود در بایرن مونیخ را با ۲۳ بازی به پایان رساند.

#### فصل ۱۷–۲۰۱۶

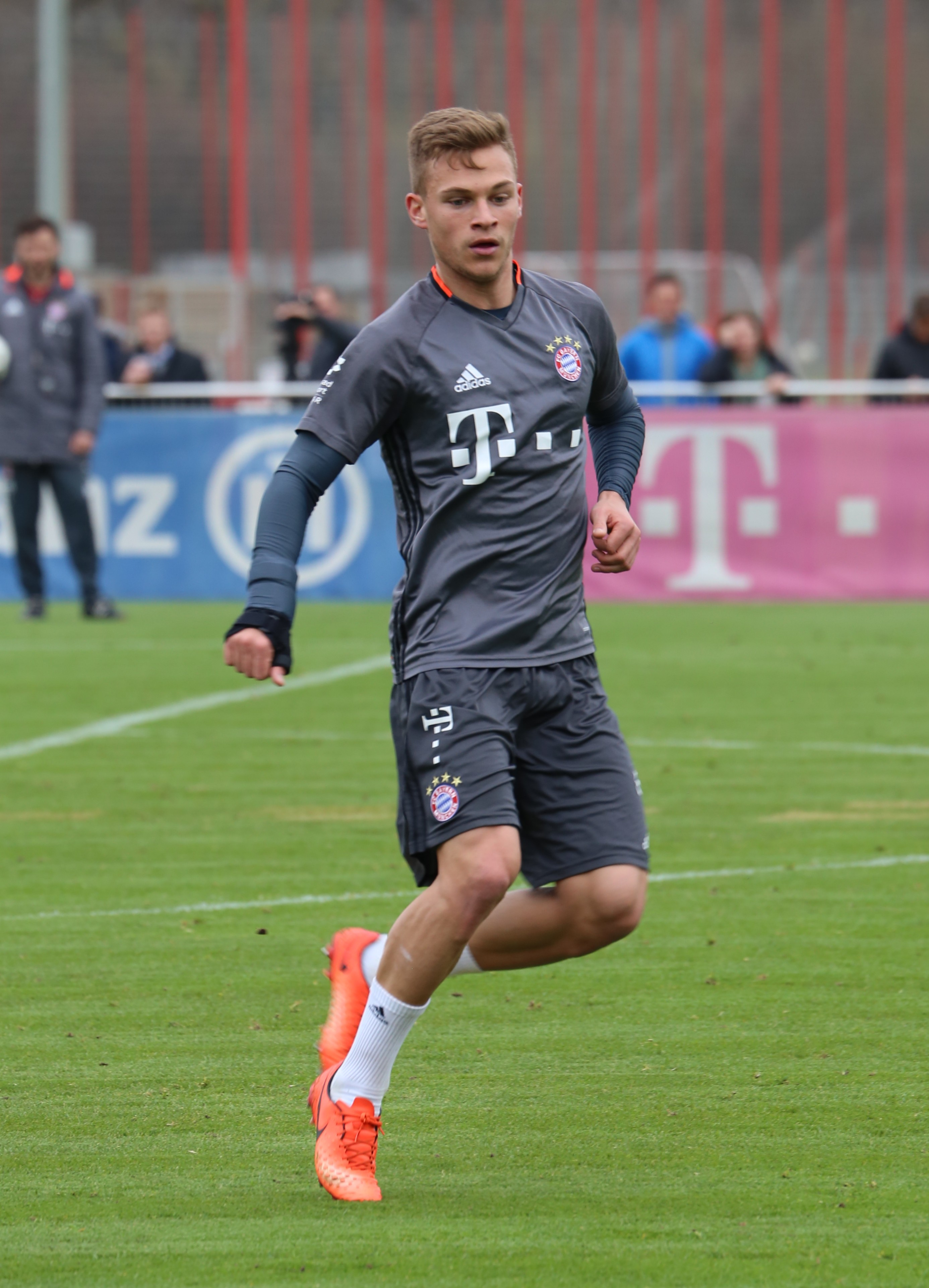
کیمیش در طول تمرین با بایرن مونیخ

کیمیش اولین بازی فصل ۱۷–۲۰۱۶ خود را مقابل دورتموند طی رقابت سوپر جام آلمان ۲۰۱۶ انجام داد. در آن سال او تازه مطرح شده بود و در برخی بازی‌ها به زمین می‌رفت تا خودش را نشان دهد. در آن سال کیمیش همچنان در پست هافبک وسط یا هافبک دفاعی بازی می‌کرد. آن فصل کیمیش فقط در ۷ بازی برای برای بایرن بازی نکرد و در بقیه بازی‌ها حداقل چند دقیقه پایانی به زمین می‌رفت. اولین بازی آن فصل برای کیمیش مقابل وردر برمن بود که با حضور ۲۶ دقیقه ای کیمیش آن بازی شش بر صفر به نفع بایرن مونیخ به پایان رسید. از موفق‌ترین بازی‌های کیمیش در آن سال باید به بازی مقابل آگزبورگ و وولفسبورگ اشاره کرد که کیمیش در هر دوی آن بازی‌ها ۹۰ دقیقه بازی کرد و هر دوی آنها ۶–۰ تمام شد، در بازی با وولفسبورگ کیمیش موفق به گلزنی هم شد. بعد از آن شد که کیمیش به عنوان یک عنصر مؤثر در بایرن مونیخ شناخته شد.

#### فصل ۱۸–۲۰۱۷
کیمیش در سال ۲۰۱۷ که یوپ هاینکس به مربیگری بایرن مونیخ اومده بود جایگاهش در تیم محکم تر شد. یکی از دلایل فیکس شدن کیمیش در ترکیب اصلی بایرن خداحافظی فیلیپ لام کاپیتان و مدافع راست تیم بود. بعد از آن تیم در سمت راست خط دفاعی احساس ضعف می‌کرد و مهره قدرتمندی در اختیار نداشت، از این رو جایگاه کیمیش به عنوان یک مدافع راست تا سال‌ها در تیم تثبیت شد. کیمیش در آن سال ۴۶ بازی در تمامی تورنومنت‌ها برای بایرن مونیخ انجام داد و در آنها بسیار موفق بود. بهترین عملکرد کیمیش در ۱۶ سپتامبر سال ۲۰۱۷ بود که مقابل ماینس موفق به دادن ۳ پاس گل شد و ریتینگ ۹٫۸ را از جانب بوندس‌لیگا دریافت کرد او در آن سال آقای پاس گل بوندسیلگا شد و به همراه تیمش به نیمه نهایی لیگ قهرمانان اروپا رفت، ولی آنجا ۲–۱ مقلوب رئال مادرید شدند و در بازی برگشت نتوانستند بازگردند و ۲–۲ مساوی کردند و از راه یافتن به فینال بازماندند. که دو گل آن دو بازی را یکی دررفت و یکی در برگشت خود کیمیش زد.

#### فصل ۱۹–۲۰۱۸
در سال ۲۰۱۸ نیکو کواچ مربی اسبق فرانکفورت که به جای یوپ هاینکس آمده بود سعی کرد کیمیش را به پست سابقش یعنی هافبک دفاعی برگرداند ولی به علت نبود دفاع راست او در همان پست ماند، ولی در بعضی مواقع رافینیا در دفاع راست بازی می‌کرد تا کیمیش بتواند به پست تخصصی خود برگردد اما رافینیا قوت کیمیش را در خط دفاع نداشت. او در آن سال توان تکنیکی خود را بالا برد و گل‌ها و پاس گل‌های زیبایی به ثمر رساند تا بسیاری از باشگاه‌های بزرگ مثل رئال مادرید، بارسلونا و منچستر یونایتد به فکر جذب او بیوفتند. آن سال بایرن مونیخ به سختی و با اختلاف کم فاتح بوندسلیگا شد که این قهرمانی در بازی آخر مقابل فرانکفورت انجام شد. کیمیش در آن بازی شاید خیلی به چشم نیامد ولی از تاثیراتش در قهرمانی بایرن مونیخ نمی‌توان گذشت زیرا آنها اختلاف ۱۹ امتیازی را با صدر جدول بروسیا دورتموند در یک نیم فصل جبران کردند و قهرمان شدند. بایرن مونیخ و کیمیش در لیگ قهرمانان آن سال ناامید کننده ظاهر شدند و با اینکه در مرحله گروهی به عنوان صدر نشین بالا آمدند ولی در مرحله یک‌هشتم نهایی از لیورپول ۳–۱ باختند و حذف شدند.

#### فصل ۲۰–۲۰۱۹
در سال ۲۰۱۹ کیمیش در اولین بازی خود مقابل بروسیا دورتموند در سوپرکاپ آلمان باخت و همه مردم می‌گفتند که تیم در شرایط خیلی بدی قرار گرفته و حتی خبر جدا شدن کیمیش از باشگاه به گوش می‌رسید. موتور محرک کیمیش در بازی با تاتنهام روشن شد که توانستند آن تیم را ۷ بر ۲ از پیش رو بردارند و مرحله گروهی لیگ قهرمانان را با صد در صد پیروزی پشت سر بگذارند. کیمیش بعد از آمدن هانسی فلیک به عنوان سرمربی قوت بیشتری گرفت و تبدیل به یک رهبر در تیم شد همچنین او چند بار بازوبند کاپیتانی تیم ملی آلمان را ۲۵ سالگی به بازو بست. مانند تمامی بازیکنان بایرن مونیخ بعد از انتصاب هانسی فلیک به عنوان سرمربی، شرایط بدنی کیمیش پیشرفت کرد و قدرت بدنی اش بالا رفت و همین امر باعث شد او در کارهای دفاعی فعال تر و بهتر شود. یاشوا کیمیش به همراه هم تیمی اش لئون گورتزکا بعد از شیوع ویروس کرونا کمک‌های خیر خواهانه زیادی به مراکز درمانی کردند.
بعد از برگذاری مجدد لیگ قهرمانان اروپا کیمیش عملکرد بی نقصی را از خودش نشان داد و در بازی مقابل بارسلونا یک گل زیبا را روی حرکت آلفونسو دیویس به ثمر رساند که نامزد زیباترین گل جام شد و باعث شد باوارایی‌ها آن بازی را مقابل بارسلونا ۸–۲ پیروز شوند. او در نیمه نهایی و فینال لیگ قهرمانان نیز عملکرد خوبی داشت و در هر کدام از این بازی‌ها یک پاس گل داد تا یکی از موثرترین عوامل قهرمانی بایرن لقب بگیرد. در پایان فصل ۲۰–۲۰۱۹ کیمیش موفق به کسب ۶ جام مختلف شد و از جانب یوفا برنده جایزه بهترین مدافع سال و از جانب فیفا برنده جایزه بهترین هافبک سال را دریافت کرد زیرا در آن سال هم در پست مدافع راست و هم در پست هافبک دفاعی بازی کرد. سایت ترنسفر ماکت هم او را به عنوان با ارزش‌ترین هافبک دفاعی دنیا معرفی کرد.

#### فصل ۲۱–۲۰۲۰
در شروع فصل ۲۱–۲۰۲۰ با رفتن تیاگو آلکانتارا از تیم، کیمیش پیراهن شماره ۶ او را به تن کرد. او در مقابل بروسیا دورتموند دچار مصدومیت شدیدی شد که باعث شد تا نزدیکای نیم فصل نتواند برای بایرن مونیخ توپ بزند. بعد از مصدومیتش کیمیش در بازی بایر لورکوزن به میدان رفت و در دقیقه ۹۳ بازی با یک پاس گل بازی ۱–۱ مساوی را به برد ۲–۱ تبدیل کرد. کیمیش در بازی شالکه موفق شد ۳ پاس گل به ثمر برساند و برای اولین بار در زندگی فوتبالی اش ریتینگ ۱۰ را کسب کند. اما بزرگ‌ترین موفقیت کیمیش در فصل ۲۱–۲۰۲۰ رسیدن به شش‌گانه جهان و شکاندن رکورد بارسلونا در سال ۲۰۰۹ بود، که این اتفاق بعد از پیروزی ۰–۲ مقابل تیگرس مکزیک رقم خورد و کیمیش به همراه هم تیمی‌هایش عنوان قهرمانی جام جهانی باشگاه‌ها را کسب کرد و در همان جام توپ برنزی یا همان سومین بازیکن برتر جام به او تعلق گرفت.
چند وقت بعد کیمیش با بایرن مونیخ بعد از شکست دادن لاتزیو در مرحله یک‌هشتم نهایی لیگ قهرمانان اروپا باید به مصاف پاری سن ژرمن می‌رفتند تیمی که سال پیش در فینال این رقابت‌ها شکستشان داده بودند. کیمیش د بازی رفت یک پاس گل داد ولی درنهایت آنها ۲–۳ شکست خوردند در بازی برگشت با اینکه توانستند پیروز شوند ولی در مجموع دو بازی پاری سن ژرمن با گل زده در خانه حریف موفق به صعود به نیمه نهایی شد. چند وقت بعد در بازی بایرن مونیخ و بایر لورکوزن در هفته سیم بوندسلیگا کیمیش گل زد و به بهترین بازیکن زمین تبدیل شد تا بایرن مونیخ اختلافش با قطعی شدن قهرمانی بوندسلیگا کم شود. و آنها فقط یک برد لازم داشتند تا قهرمان بوندسلیگا شوند.

### باشگاه
تا تاریخ ۱۳ اوت ۲۰۲۱
| باشگاه            | فصل               | لیگ               | لیگ  | لیگ | جام حذفی | جام حذفی | اروپا | اروپا | سایر | سایر | مجموع | مجموع | منبع          |
| باشگاه            | فصل               | لیگ               | بازی | گل  | بازی     | گل       | بازی  | گل    | بازی | گل   | بازی  | گل    | منبع          |
| ----------------- | ----------------- | ----------------- | ---- | --- | -------- | -------- | ----- | ----- | ---- | ---- | ----- | ----- | ------------- |
| لایپزیگ           | ۲۰۱۴–۲۰۱۳         | بوندس‌لیگا ۳       | ۲۶   | ۱   | ۰        | ۰        | _     | _     | _    | _    | ۲۶    | ۱     | [ ۱۲ ]        |
| لایپزیگ           | ۲۰۱۵–۲۰۱۴         | بوندس‌لیگا ۲       | ۲۷   | ۲   | ۲        | ۰        | _     | _     | _    | _    | ۲۹    | ۲     | [ ۱۳ ]        |
| مجموع لایپزیگ     | مجموع لایپزیگ     | مجموع لایپزیگ     | ۵۳   | ۳   | ۲        | ۰        | _     | _     | _    | _    | ۵۵    | ۳     | _             |
| بایرن مونیخ       | ۲۰۱۶–۲۰۱۵         | بوندس‌لیگا         | ۲۳   | ۰   | ۴        | ۰        | ۹     | ۰     | ۰    | ۰    | ۳۶    | ۰     | [ ۱۴ ]        |
| بایرن مونیخ       | ۲۰۱۷–۲۰۱۶         | بوندس‌لیگا         | ۲۷   | ۶   | ۴        | ۰        | ۸     | ۳     | ۱    | ۰    | ۴۰    | ۹     | [ ۱۵ ] [ ۱۶ ] |
| بایرن مونیخ       | ۲۰۱۸–۲۰۱۷         | بوندس‌لیگا         | ۲۰   | ۱   | ۴        | ۱        | ۷     | ۲     | ۱    | ۰    | ۳۲    | ۴     | [ ۱۷ ] [ ۱۸ ] |
| بایرن مونیخ       | ۲۰۱۹–۲۰۱۸         | بوندس‌لیگا         | ۳۴   | ۲   | ۶        | ۰        | ۷     | ۰     | ۱    | ۰    | ۴۸    | ۲     | [ ۱۹ ]        |
| بایرن مونیخ       | ۲۰۲۰–۲۰۱۹         | بوندس‌لیگا         | ۳۳   | ۴   | ۶        | ۱        | ۱۱    | ۲     | ۱    | ۰    | ۵۱    | ۷     | [ ۲۰ ]        |
| بایرن مونیخ       | ۲۰۲۱–۲۰۲۰         | بوندس‌لیگا         | ۲۲   | ۲   | ۱        | ۰        | ۷     | ۱     | ۴    | ۱    | ۳۴    | ۴     | [ ۲۱ ]        |
| بایرن مونیخ       | ۲۰۲۱–۲۰۲۲         | بوندس‌لیگا         | ۱    | ۰   | ۰        | ۰        | ۰     | ۰     | ۰    | ۰    | ۱     | ۰     |               |
| مجموع بایرن مونیخ | مجموع بایرن مونیخ | مجموع بایرن مونیخ | ۱۶۰  | ۱۵  | ۲۵       | ۲        | ۴۹    | ۸     | ۸    | ۱    | ۲۴۲   | ۲۶    | _             |
| مجموع آمار        | مجموع آمار        | مجموع آمار        | ۲۱۳  | ۱۸  | ۲۷       | ۲        | ۴۹    | ۸     | ۸    | ۱    | ۲۹۷   | ۲۹    | _             |

## دوران ملی

#### جام ملت‌های اروپا ۲۰۱۶
در ۱۲ ژوئن ۲۰۱۶ کیمیش در بازی آخر مرحله گروهی رقابت‌های یورو ۲۰۱۶ در مقابل ایرلند با تعویض هوودس در ترکیب تیم قرار گرفت او در ادامه مسابقات در ترکیب اصلی تیم آلمان قرار گرفت و با توجه به بازی‌های درخشانی که از خود به جای گذاشت در تیم منتخب مسابقات قرار گرفت.

#### مقدماتی جام جهانی ۲۰۱۸
او اولین گل ملی خود را در مقدماتی جام جهانی ۲۰۱۸ در مقابل نروژ به ثمر رساند کیمیش در این مسابقات موفق به ثبت ۲ گل و ۹ پاس گل شد و ستاره اصلی تیمش در رسیدن به جام جهانی بود.

#### جام کنفدراسیون‌ها ۲۰۱۷
او در هر پنج بازی جام کنفدراسیون‌ها ۲۰۱۷ به صورت فیکس در ترکیب تیم آلمان قرار داشت و توانست ۲ پاس گل هم بدهد. کیمیش در تیم ملی آلمان ۲۴ بازی را به صورت فیکس بدون آنکه تعویض شود پشت سر گذاشت و به رکورد قیصر فوتبال آلمان دست یافت. کیمیش در سال ۲۰۱۷ با درخشش در جام کنفدراسیون‌ها و همچنین مقدماتی جام جهانی ۲۰۱۸ به عنوان بهترین بازیکان سال آلمان انتخاب شد.

#### جام جهانی ۲۰۱۸
او در جام جهانی ۲۰۱۸ همراه آلمان بود و در ترکیب فیکس آنها بازی می‌کرد. ولی آنها جام جهانی را در رتبه چهارم مرحله گروهی به پایان رساندند و نتوانستند به جمع ۱۶ تیم برتر بپیوندند.

#### لیگ ملت‌ها ۲۰۱۹
در اولین لیگ ملت‌های اروپا کیمیش به همراه تیم ملی آلمان به لیگ بی سقوط کرد ولی به دلیل تغییر قانون یوفا آنها به لیگ ای بازگشتند.

#### مقدماتی جام ملت‌های اروپا ۲۰۲۰
کیمیش در این مسابقات هم ستاره اول آلمان بود و ۲ پاس گل هم داد و آن‌ها موفق شدند در گروهی که هلند هم در آن قرار داشت به عنوان تیم اول به جام ملت‌های اروپا صعود کنند.

#### لیگ ملت‌ها ۲۰۲۰
در لیگ ملت‌های اروپای سال ۲۰۲۰ کیمیش به دلیل مصدومیت نتوانست آنها را همراهی کنند و آنها در گروه ۱ لیگ A رتبه دوم را کسب کردند و نتوانستند به جمع چهار تیم برتر بپیوندند.

#### یورو ۲۰۲۰
کیمیش در سال ۲۰۲۱ به عنوان یکی از بازیکنان تأثیر گذار به تیم ملی آلمان دعوت شد تا در رقابت‌های یورو ۲۰۲۰ که به علت شیوع ویروس کرونا با یک سال تأخیر برگزار می‌شد، توپ بزند قبل از شروع مسابقات یورو، تیم ملی آلمان ترتیب دو بازی دوستانه با دانمارک و لتونی را داد در بازی نخست مقابل دانمارک که یک بازی تدارکاتی بود کیمیش از ابتدا در ترکیب حضور داشت و موقعیت آفرینی‌های متعددی انجام داد و تا پایان بازی در زمین ماند آن بازی ۱–۱ به پایان رسید در حالی که گل آلمان را فلوریان نویهاوس به ثمر رساند گلی که کیمیش در به ثمر رسیدنش نقشی اساسی داشت.
مسابقات یورو برای آلمان در گروه مرگ با بازی مقابل تیم ملی فرانسه برگزار شد و کیمیش در آن بازی در پست هافبک راست که یک پست متفاوت برای او محسوب می‌شد ظاهر شد. برای همین عملکرد معمولی داشت و در آن بازی آلمان‌ها با یک گل به خودی مقلوب شدند. اما در بازی دوم مقابل تیم ملی پرتغال که بازی مرگ و زندگی برای صعود ژرمن‌ها بود کیمیش ستاره تیمش بود و روی سه گل تأثیر داشت گل اول با پاس قطری عالی گوسنس را صاحب توپ کرد و گوسنس با پاس رو به بیرون منجر به زدن گل اول آلمان شد روی گل دوم اینبار کیمیش توپ رو به بیرون فرستاد که با برخورد به مدافعان پرتغال وارد دروازه شد و گل چهارم که یک ارسال دقیق روی سر گوسنس فرستاد تا  آلمان‌ها بتوانند در روز عالی کیمیش و البته گوسنس ۴ بر ۲ پرتغال رونالدو رو شکست دهند. در بازی سوم و در مقابل مجارستان آلمان به یک مساوی نیاز داشت تا به مرحله بعدی صعود کند اما کار آن‌ها گره خورد و ۲ بار عقب افتادند کیمیش که بازی را به عنوان هافبک راست شروع کرد در نیمه دوم به پست هافبک وسط برگشت و بازی خوبی انجام داد در آخر بازی ۲ بر ۲ مساوی شد و کیمیش جایزه بهترین بازیکان زمین را بدست آورد تا نقش اصلی را در صعود آلمان به مرحله بعدی داشته باشد. آن‌ها در مرحله بعدی کاری از پیش نبردند و در همان مرحله یک‌هشتم مغلوب انگلیس شدند.

## افتخارات

### باشگاهی
بوندسلیگای آلمان (۷): ۱۵–۲۰۱۶، ۱۶–۲۰۱۷، ۱۷–۲۰۱۸، ۱۸–۲۰۱۹، ۱۹–۲۰۲۰، ۲۰–۲۰۲۱، ۲۱–۲۰۲۲، ۲۰۲۲-۲۳، ۲۰۲۴-۲۵
جام حذفی آلمان (۳): ۱۵–۲۰۱۶، ۱۸–۲۰۱۹، ۱۹–۲۰۲۰
سوپرکاپ آلمان (۶): ۲۰۱۶، ۲۰۱۷، ۲۰۱۸، ۲۰۲۰، ۲۰۲۱، ۲۰۲۲
لیگ قهرمانان اروپا (۱): ۱۹–۲۰۲۰
سوپرکاپ اروپا (۱): ۲۰۲۰
جام باشگاه‌های فوتبال جهان (۱): ۲۰۲۰

### ملی
جام ملت‌های اروپا ۲۰۱۶: چهارم
جام کنفدراسیون‌ها ۲۰۱۷: قهرمان

### فردی
بهترین هافبک میانی سال ۱۹–۲۰۲۰ جهان از نگاه ESPN
بهترین مدافع سال اروپا (۱): ۱۹–۲۰۲۰
حضور در تیم منتخب فصل لیگ قهرمانان اروپا (۲): ۱۷–۲۰۱۸، ۱۹–۲۰۲۰
حضور در تیم منتخب پدیده‌های لیگ قهرمانان اروپا (۱): ۱۵–۲۰۱۶
حضور در تیم منتخب سال یوفا (۱): ۱۹–۲۰۲۰
حضور در تیم منتخب سال فیفا (۱): ۱۹–۲۰۲۰
حضور در تیم منتخب سال فدراسیون تاریخ و آمار فوتبال (۱): ۱۹–۲۰۲۰
حضور در تیم منتخب فصل بوندسلیگا (۵): ۱۷–۲۰۱۸، ۱۸–۲۰۱۹، ۱۹–۲۰۲۰، ۲۰–۲۰۲۱، ۲۱–۲۰۲۲
حضور در تیم منتخب جام کنفدراسیون‌ها (۱): ۲۰۱۷
حضور در تیم منتخب یورو (۱): ۲۰۱۶
برنده جایزه توپ برنزی یا سومین بازیکان برتر جام باشگاه‌های جهان (۱): ۲۰۲۱
بازیکان سال تیم ملی فوتبال آلمان (۱): ۲۰۱۷، ۲۰۲۱